# Tobotanus
Tobotanus is een geslacht van hooiwagens uit de familie Cosmetidae.
De wetenschappelijke naam Tobotanus is voor het eerst geldig gepubliceerd door Roewer in 1957. 

## Soorten
Tobotanus is monotypisch en omvat slechts de volgende soort:
- Tobotanus bisignatus